# Mestia
Mestia (gruz. მესტია) – osiedle typu miejskiego w północno-zachodniej Gruzji, w regionie Megrelia-Górna Swanetia, położone w górach Kaukazu. W 2014 roku liczyło 1973 mieszkańców.
Mestia razem z obszarem Górnej Swanetii wpisana została na listę światowego dziedzictwa UNESCO.

## Położenie
Mestia leży u południowych podnóży głównego grzbietu wododziałowego Kaukazu, w dolinie rzeki Mulchra, prawobrzeżnego dopływu Inguri.
Dawna Mestia składała się z szeregu odrębnych przysiółków, będących pozostałością po dawnej rodowej strukturze osadnictwa Swanów. Cztery najważniejsze z nich to Lachtagi, Lagami, Lanczwali i Seti. Obecnie nowa zabudowa wypełnia wolne przestrzenie między dawnymi osiedlami, przez co Mestia nabiera charakteru miejskiego.
W Mestii znajduje się niewielki port lotniczy Królowej Tamary.